# Wilhelminismus

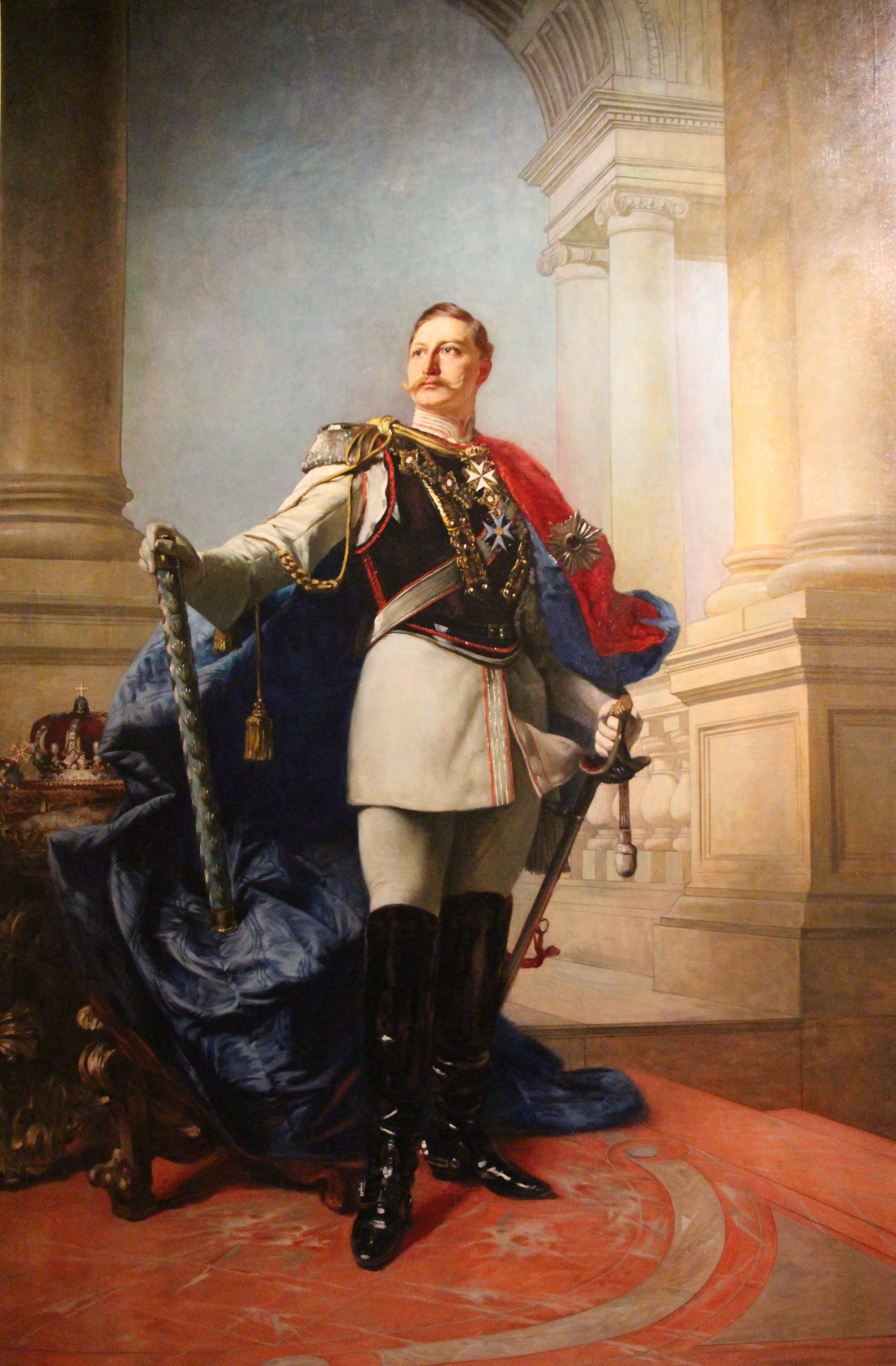
Kaiser Wilhelm II.
(Gemälde von Max Koner)

Der Begriff Wilhelminismus bezieht sich auf die Wilhelminische Zeit beziehungsweise die Wilhelminische Epoche (1890–1918) und bezeichnet die 30-jährige Regierungszeit Kaiser Wilhelms II. zwischen 1888 und 1918 im Deutschen Kaiserreich. Die Epoche ist von spezifischen Merkmalen und Erscheinungen in Politik, Gesellschaft, Kultur und Kunst gekennzeichnet. Als Beginn dieser Periode gilt die Entlassung Otto von Bismarcks als Reichskanzler 1890, zwei Jahre nachdem Wilhelm II. Deutscher Kaiser geworden war. Das Ende des Wilhelminismus ging mit dem Ende des Ersten Weltkriegs und der Abdankung des Kaisers einher.

## Elemente und Eigenschaften des Wilhelminismus

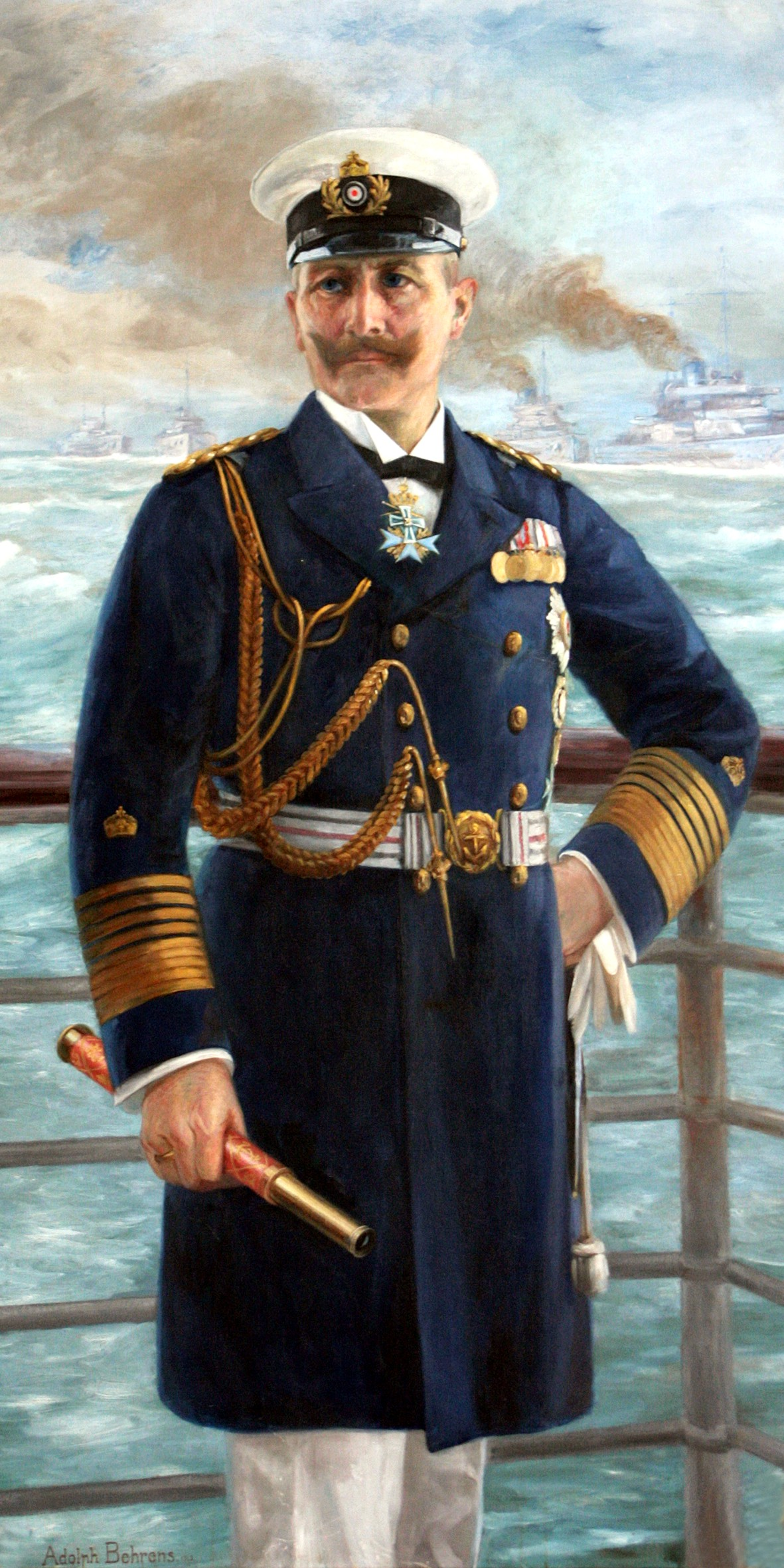
Wilhelm II. als Großadmiral
(Gemälde von Adolph Behrens, 1913, das sich in der Marineschule Mürwik befindet)

Der Wilhelminismus geht nicht auf einen Gesellschaftsentwurf Wilhelms II. zurück. Vielmehr bezieht sich der Begriff auf Wilhelms äußeres Erscheinungsbild und seine präpotente Haltung, eine Selbstüberschätzung, die schon seinem Großvater Wilhelm I. aufgefallen war.
Die Politik Wilhelms II. beruhte auf dem im ostelbischen Junkertum verhafteten preußischen Militarismus und war, bedingt durch seine Ambitionen in der Blütezeit des Imperialismus, auch auf eine Etablierung Deutschlands als Weltmacht gerichtet, nachdem Deutschland Mitte der 1880er Jahre den Großteil seiner kolonialen Besitzungen in Afrika und der Südsee erworben hatte.
Wilhelm war fasziniert von der Marine. Sein Bestreben war, sie und dadurch die deutsche Seegeltung massiv zu verstärken. Dafür stand sein Satz: „Unsere Zukunft liegt auf dem Wasser.“ Dies spiegelte sich auch im alltäglichen Leben des Volkes wider. Bis in die Mitte des 20. Jahrhunderts hinein wurden Knaben in Matrosenanzüge gekleidet und so bereits früh mit der Wertstellung der Marine vertraut gemacht.
Auch wenn es die Pickelhaube schon vorher gab, steht sie symbolhaft für das deutsche Militär und den Militarismus jener Zeit, aber auch für das Zeitalter insgesamt. Markante Ausdrucksform des Wilhelminismus waren schließlich pompöse Militärparaden. In diversen Gebärdensprachen ist der vor die Stirn gelegte ausgestreckte Zeigefinger, der die Pickelhaube andeuten soll, bis heute das Zeichen für „Deutscher“ bzw. „deutsch“.
Der Begriff Wilhelminismus kennzeichnet außerdem das gesellschaftlich-kulturelle Klima der Regierungszeit Wilhelms II., das in rigid patriarchalen und konservativen Orientierungen seinen Ausdruck fand, ähnlich wie in der Viktorianischen Epoche des Vereinigten Königreichs von Großbritannien und Irland. Sozialismus und Sozialdemokratie galten als innenpolitische Hauptgefahr. Zugleich zeichnete sich die Zeit durch eine außerordentliche Fortschrittsgläubigkeit aus, welche die enorme Prosperität des Kaiserreiches stark begünstigte, jedoch auch im Spannungsverhältnis zum gesellschaftlichen Konservatismus stand.
Gleichermaßen wird der Begriff Wilhelminismus auf die zu dieser Zeit vorherrschenden Stilrichtungen in der bildenden Kunst und der Architektur angewandt. Der Wilhelminische Stil in der Architektur entspricht weitgehend dem Neobarock. Er ist außerordentlich repräsentativ ausgerichtet und sollte dem imperialen Machtanspruch des Deutschen Kaiserreichs Ausdruck verleihen. Ein Beispiel ist die pompöse und von der Berliner Bevölkerung als „Puppenallee“ verspottete Siegesallee, die mit der sogenannten „Rinnsteinrede“ Wilhelms zur Eröffnung des Prachtboulevards am 18. Dezember 1901 einen offiziellen Status bekam. Dennoch erhob der wilhelminische Stil klassizistische Nüchternheit an öffentlichen Großbauten, also Gerichtsgebäude, Hauptpostämter, Reichsbahnhöfe und ähnliche Gebäude, zum obersten Gebot. Die Marineschule Mürwik in Flensburg-Mürwik (1907 erbaut von Adalbert Kelm) ist ein weiteres Beispiel für wilhelminische Architektur. Dieses Bauwerk wird allerdings nicht dem Neobarock zugeordnet, sondern dem Stil der norddeutschen Backsteingotik.
Im literarischen Bereich blühte zu dieser Zeit die „Heimatkunst“. Der Wilhelminismus wurde in dem Roman Der Untertan von Heinrich Mann (1914) mit den Mitteln der Satire stark kritisiert.
SPD-Mitbegründer Wilhelm Liebknecht sagte bereits 1872 über das militärische Wesen des Schulsystems und Staates:

„Der dressierende Schulmeister und der drillende Unteroffizier sind die beiden Hauptpfeiler des heutigen Staates […] Neben dem drillenden Unteroffizier hat der dressierende Schulmeister […] bei Königgrätz 1866 gesiegt […] Der Unteroffizier ist die Voraussetzung des Schulmeisters. Die Volksschule ist die Vorschule der Kaserne, die Kaserne die Fortbildungsschule der Volksschule. Ohne den Schulmeister keinen Unteroffizier.“

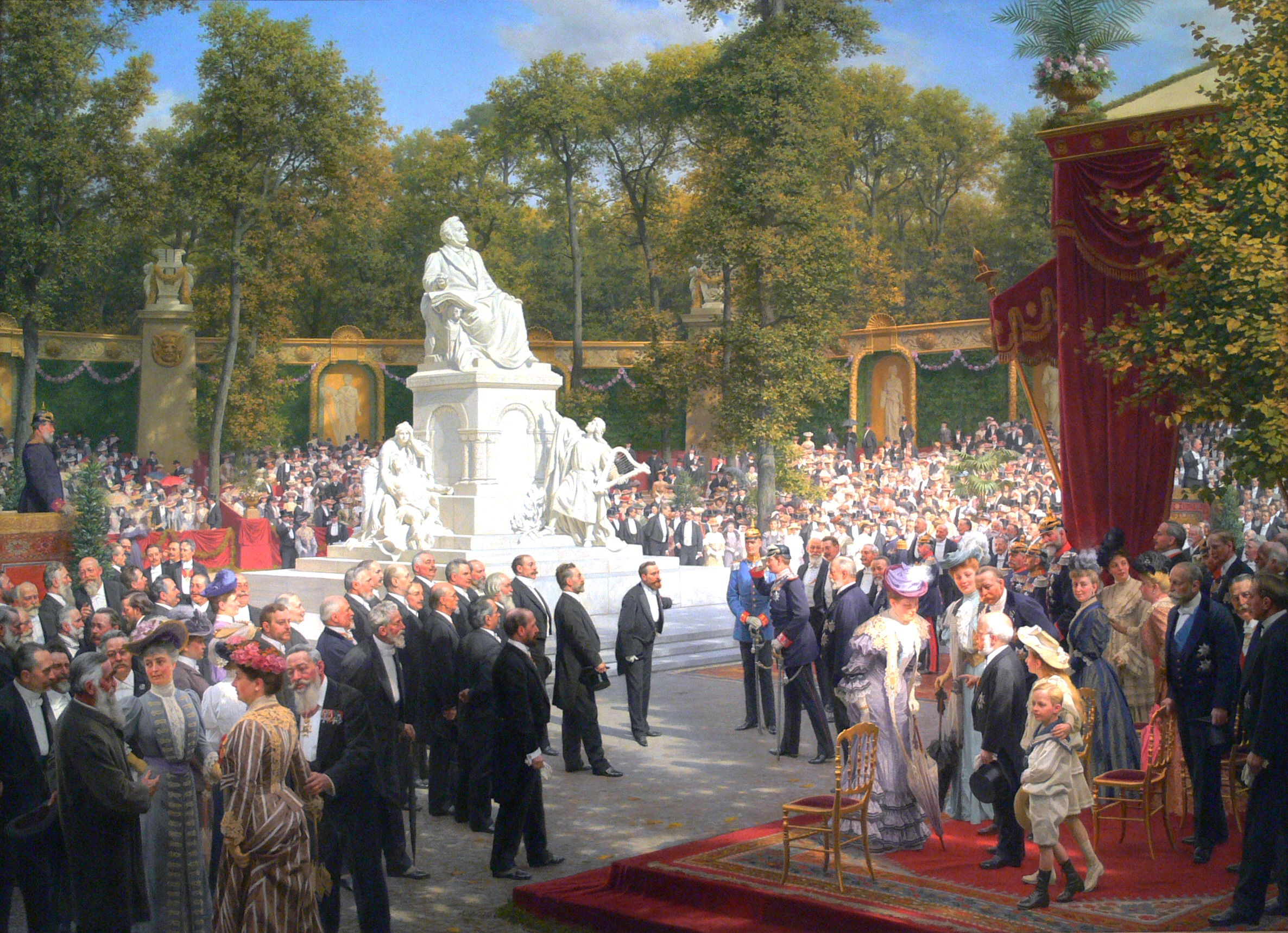
Die Enthüllung des Wagner-Denkmals im Tiergarten von Anton von Werner, 1908: Porträt der wilhelminischen Oberschicht
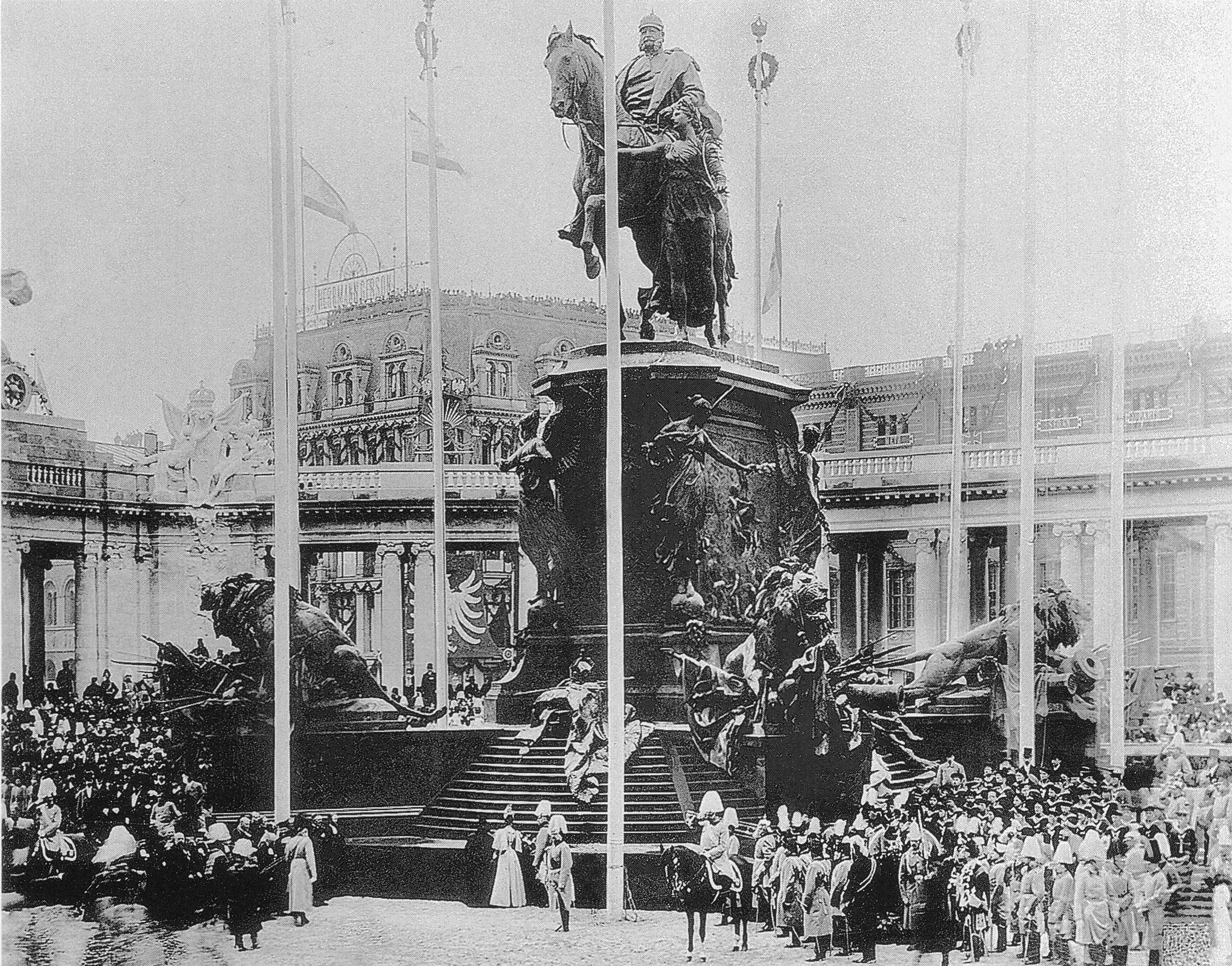
Einweihung des Kaiser-Wilhelm-Nationaldenkmals, 1897
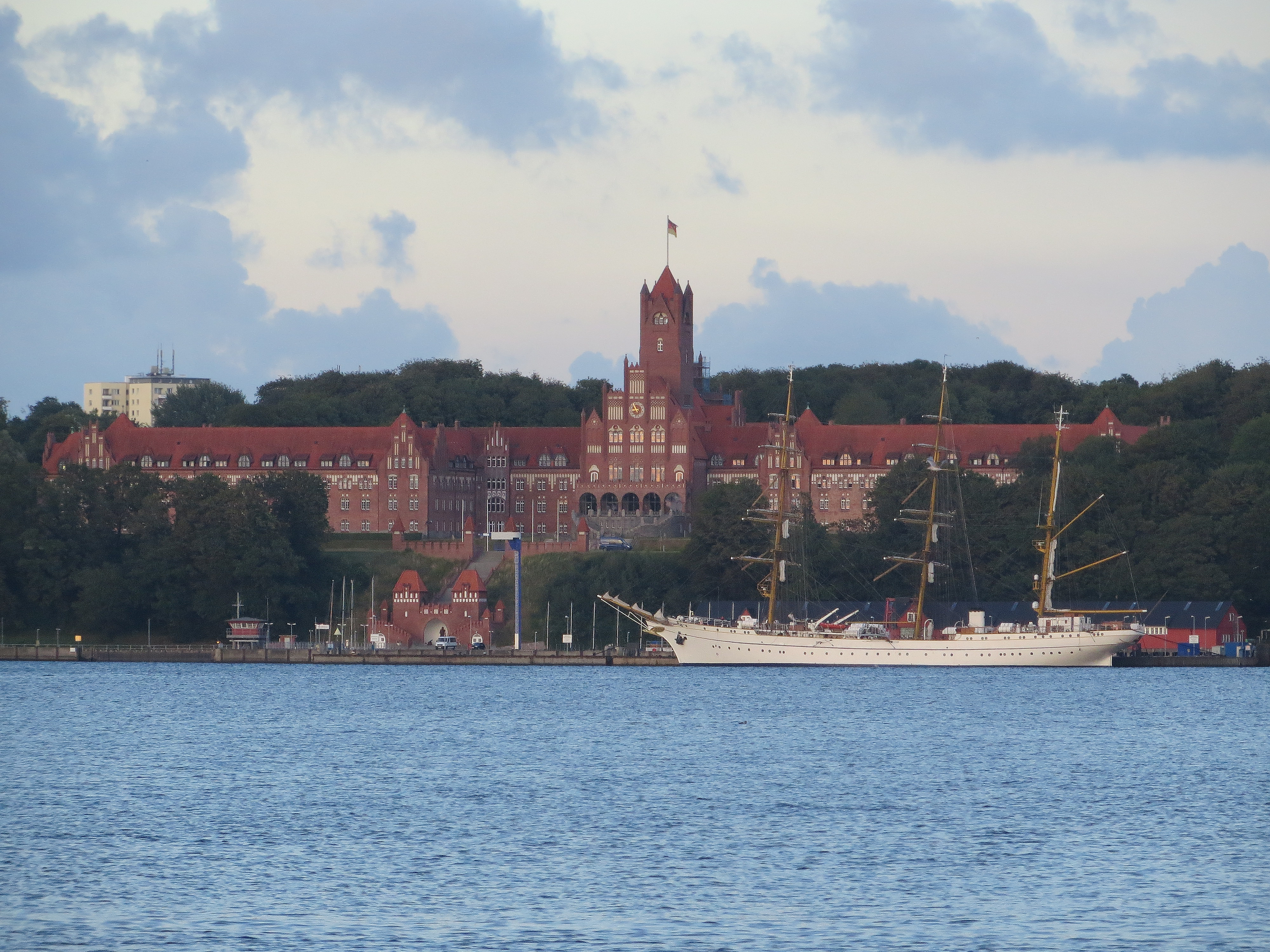
Die Marineschule Mürwik mit der Gorch Fock II an der Pier
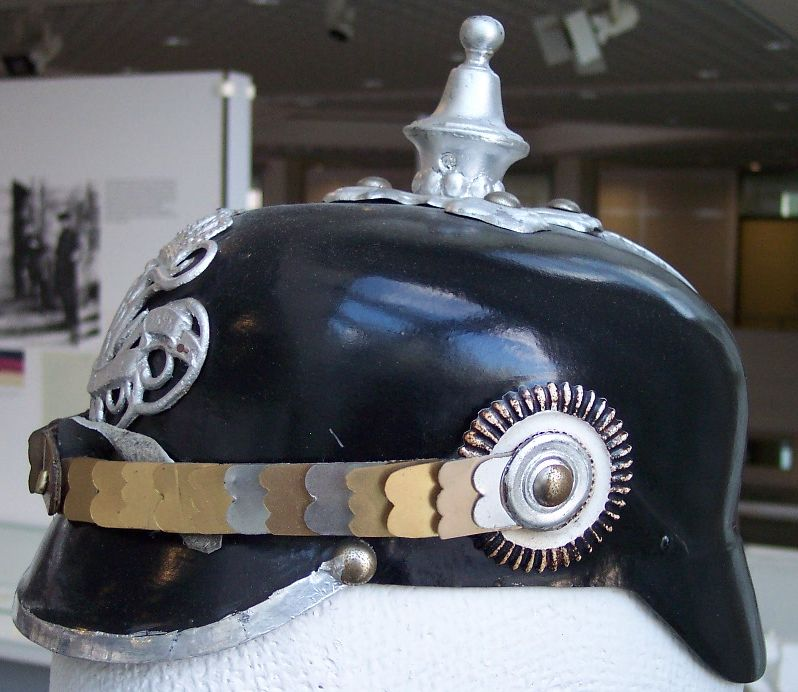
Pickelhaube der Preußischen Polizei
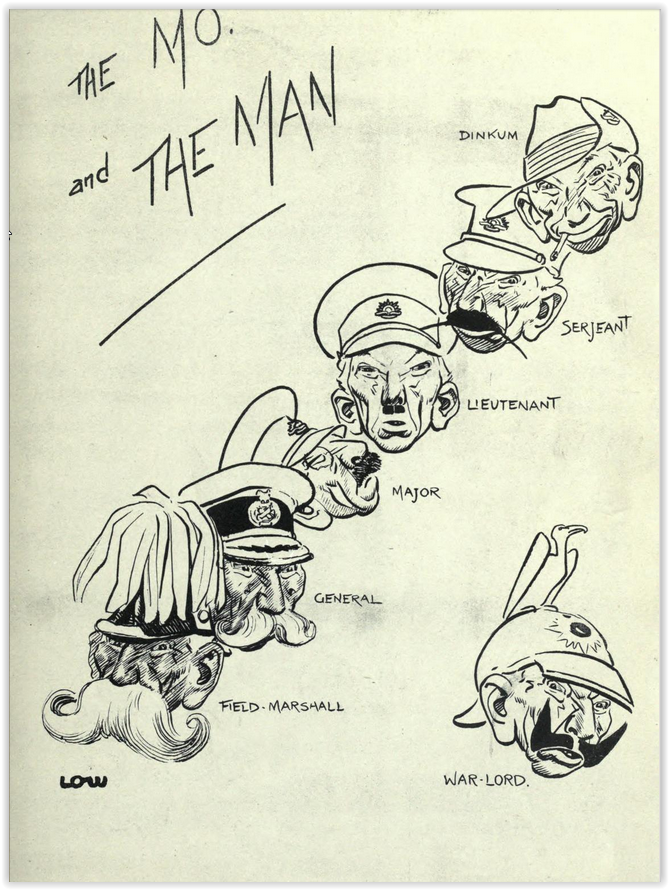
The mo (moustache) and the man. Satirischer Cartoon aus The Billy book: Hughes abroad. „Cartoons by David Low (1891–1963)“. Originalveröffentlichung 1918. Übersetzt: „Der Schnurrbart und der Mann“. Barttracht und deutscher Militarismus in der Karikatur von David Low.